# ثيغويتيا
بلدية ثيغويتيا (بالإسبانية: Cigoitia) هي بلدية تقع في مقاطعة ألافا التابعة لإقليم الباسك شمال إسبانيا.

## الديموغرافيا
يبلغ عدد سكان بلدية ثيغويتيا 1.729 نسمة عام 2011 (وفقاً للمعهد الوطني للإحصاء الإسباني).
| 1.057 | 1.198 | 1.316 | 1.378 | 1.513 | 1.649 | 1.729 |